# Musée Moissan
Le Musée Moissan, inauguré en 1925, est situé à la Faculté de pharmacie de Paris, 4, avenue de l'Observatoire dans le 6e arrondissement de Paris.

## Situation et accès
Le musée se situe au 4, avenue de l'Observatoire. Il est desservi par la ligne 12 à la station Notre-Dame-des-Champs et par la ligne B du RER à la gare du Luxembourg.

## Description
Le musée Moissan est consacré à la vie d'Henri Moissan, chimiste français de la fin du XXe siècle (1852-1907), prix Nobel de chimie en 1906.